# Bachad
Bachad steht für die Brit Chaluzim Datiim (hebräisch בְּרִית חֲלוּצִים דָּתִיִּים Brīt Chalūzīm Datijjīm, deutsch ‚Bund religiöser Pioniere‘, Akronym: בָּחָ״ד BaChaD), der 1928 gegründeten Jugendorganisation des Misrachi.
Werner Angress bezeichnet die Bachad als die orthodox-jüdische Parallelorganisation zum Hechaluz. Nach der Machtergreifung bildeten Hechaluz und Bachad „gemeinsam eine Art Dachorganisation für die zionistische Jugendbewegung in Deutschland, widmeten sich aber auch den nicht in Verbänden oder Bünden organisierten jungen Juden, die Interesse an der Siedlung in Palästina bekundeten“.
Robert Jütte geht allerdings davon aus, dass es neben dem Hechaluz zwei religiöse zionistische Jugendgruppen gegeben habe: Nämlich „Brith ha-noʿar schel zeʿirej misrachi“ und den „Brith chaluzim datijjim“ (kurz „Bachad“ genannt). Zu ihren Führern zählten beispielsweise der spätere Direktor des Jerusalemer Leo-Baeck-Instituts, Joseph Walk (1914–2005), sowie der Historiker und Universitätsdozent Erich Pinchas Rosenblüth (1906–1985). Beide Historiker spielten auch eine wichtige Rolle beim Aufbau von religiösen Kibbuzim im Rahmen der Jugend-Alija. Jütte erwähnt allerdings nicht, welchem der beiden Verbände die von ihm genannten Personen zuzurechnen waren. Walk soll allerdings nach dem Zweiten Weltkrieg 1947/48 im belgischen Marquain (in der Nähe von Tournai) Leiter eines zionistischen Kindesheims mit dem Namen Beit Bachad gewesen sein.
Die Bachad unterhielt das Landwerk Steckelsdorf, das in einer heute zu Rathenow gehörenden Gemarkung lag. Die zum Landwerk gehörenden Grundstücke und Gebäude waren 1933 von dem jüdischen Anwalt Dr. H. A. Meyer aus Berlin erworben worden.
Die Bachad unterhielt auch eine eigene Zeitschrift, die laut Leo Baeck Institut von 1935 bis 1938 unter dem Namen Chajenu in Deutschland erschienen war. Nach der sogenannten Kristallnacht emigrierten viele Bachad-Aktivisten nach Großbritannien, wo sie neue Trainingsfarmen errichteten und von 1939 an Chajenu erneut herausgaben. Eine Bachad-Neugründung in England ist das Bachad Farm Institute in Thaxted (Essex), das von 1944 bis 1962 bestand.
Nach dem Ende des Zweiten Weltkriegs kümmerte sich die Bachad – ebenso wie Hechaluz – um die Betreuung von jugendlichen Überlebenden aus den Konzentrationslagern und in den DP-Lagern. Bekanntestes von der Bachad betreutes Projekt war der Gehringshof im Landkreis Fulda.
Nach Carrie de Silva arbeitet Bachad heute unter dem Namen Bnei Akiva und wäre damit dem national-religiösen Spektrum und der israelischen Siedlerbewegung zuzurechnen. Auf der Facebook-Seite von Bnei Akiva Deutschland werden direkte Bezüge zur Bachad nicht thematisiert und nur allgemein Bezüge zur Jugendbewegungen mit einer traditionellen zionistischen Ideologie in Deutschland hergestellt.